# Consorcio Metro Córdoba
El Consorcio Metro Córdoba (CMC) es un consorcio integrado por las empresas Iecsa (del Grupo Macri), Ghella (Italia) y la francesa Alstom Transport. Esta última se adjudicó la construcción del tren bala entre Mar del Plata, Buenos Aires, Rosario y Córdoba.
El 26 de septiembre de 2006 se dieron los primeros indicios desde el Gobierno Nacional de que había intención política de construir una red de subterráneos en la Ciudad de Córdoba. Posteriormente el CMC presentó su proyecto con estudio de factibilidad y oferta económica. 